# Фолькер Штрассен
Фолькер Штрассен (нар. 29 квітня 1936, Дюссельдорф-Герресхайм, Німеччина) — німецький математик, почесний професор кафедри математики та статистики Констанцького університету.

## Біографія
Штрассен народився 29 квітня 1936 року в Дюссельдорфі-Герресхайме.
Вивчав музику, філософію, фізику і математику в декількох німецьких університетах. Докторський ступінь з математики він отримав в 1962 році в Геттінгенському університеті під керівництвом Конрада Якобса. Потім, обіймаючи посаду на кафедрі статистики Каліфорнійського університету в Берклі він підготував свою габілітацію для університету Ерлангена — Нюрнберга, куди переїхав Якобс. У 1968 році, Штрассен перейшов в Інститут Прикладної Математики Цюрихського університету, де пропрацював двадцять років. У 1988 році він перейшов в Констанцький університет У 1998 році пішов на пенсію..

## Внесок у науку
Свої дослідження Штрассен почав з теорії ймовірностей. У статті 1964 року «Принцип інваріантності для закону повторного логарифма» він дав функціональну форму закону повторного логарифма, що демонструє масштабну інваріантність випадкового блукання. Цей результат, відомий сьогодні як принцип інваріантності Штрассена або закон повторного логарифма Штрассена, часто цитувався і був представлений в 1966 році на Міжнародному конгресі математиків.
У 1969, Штрассен зосередив свої зусилля на аналізі складності алгоритмів і розробці швидких алгоритмів. У статті про неоптимальності методу Гауса він довів, що для перемноження двох матриць 2X2 достатньо семи множень і запропонував швидкий алгоритм Штрассена для множення матриць. Це перший алгоритм, який дозволяє перемножати великі матриці за час менше ніж O(n3). У тій же статті він запропонував асимптотично швидкий алгоритм оберненої матриці, заснований на алгоритмі швидкого множення матриць. Цей результат був важливим теоретичним проривом, що спричинило численні подальші дослідження проблеми швидкого множення матриць. Незважаючи на подальші поліпшення цей метод залишається практичним шляхом множення великих щільних матриць. Поставлена Штрассеном проблема швидкого множення матриць донині не вирішена.
У 1971 році Штрассен спільно з Арнольдом Шьонхаге запропонував метод асимптотично швидкого множення великих цілих чисел, заснований на швидкому перетворенні Фур'є.
У 1977 році він разом з Робертом Соловеєм запропонував тест Соловея — Штрассена для визначення простоти числа. Це був перший поліноміальний ймовірнісний алгоритм з обмеженою односторонньої помилкою для визначення простоти числа — клас складності RP. І один з перших результатів, що привернув увагу до можливостей ймовірнісних алгоритмів.

## Нагороди
У 1999 році Штрассена нагородили медаллю Кантора. У 2003 році Фолькер Штрассен, Роберт Соловей, Ґері Міллер і Міхаель Рабін отримали премію Паріса Канеллакіса за внесок у розробку ймовірнісного тестування простоти чисел. У 2008 році Штрассен отримав премію Кнута за «видатний внесок у розробку й аналіз ефективних алгоритмів». У 2011 році він отримав медаль Конрада Цузе від Німецького товариства інформатики. У 2012 році став членом Американського математичного товариства.